# Jurek Dybał
Jurek Dybał, właśc. Jerzy Dybał (ur. 22 czerwca 1977 w Rudzie Śląskiej) – polski dyrygent i kontrabasista solowy.
Były dyrektor orkiestry Sinfonietta Cracovia oraz dyrektor Międzynarodowego Festiwalu im. Krzysztofa Pendereckiego w Zabrzu. Prowadzi grupę kontrabasistów Wiener Philharmoniker i Wiener Staatsoper. Założyciel i dyrygent Orkiestry Kameralnej im. J.I. Paderewskiego.

## Życiorys
Absolwent Państwowej Szkoły Muzycznej im. F. Chopina w Bytomiu w klasie kontrabasu prof. Gerarda Przybyły oraz Akademii Muzycznej im. Fryderyka Chopina w Warszawie w klasie prof. Andrzeja Mysińskiego.
Działalność koncertową rozpoczął w wieku 15 lat stając się najmłodszym członkiem „Gustav Mahler Jugendorchester”, w której grał z dyrygentami, którymi byli m.in.: Claudio Abbado, Neville Marriner, Bernard Haitink. Jest laureatem konkursów kontrabasowych oraz konkursu instrumentów smyczkowych o stypendium „Yamaha Music Foundation of Europe”.
W latach 1996 – 2001 był stałym współpracownikiem ”Sinfonii Varsovii” oraz „Polskiej Orkiestry Kameralnej” a następnie (2001–2003) kontrabasistą „Monachijskiej Filharmonii”. Członek założyciel „Mahler Chamber Orchestra”, powstałej z inicjatywy Claudio Abbado. Współpracował również z Orkiestrą Radia Bawarskiego – „Simphonieorchester des Bayerischen Rundfunks”. Obecnie jest „Stimmführerem” grupy kontrabasów Filharmoników Wiedeńskich oraz Orkiestry Opery Wiedeńskiej. Jako solista oraz kameralista koncertuje z takimi orkiestrami i zespołami jak: Orkiestra Kameralna Wratislavia, „Kwartet Śląski”, zaś wśród jego partnerów muzycznych znajdują się: Chee-Yun, Konstanty Andrzej Kulka, Jan Stanienda, Piotr Pławner, Wadim Brodski, Piotr Paleczny, Waldemar Malicki, Władysław Kłosiewicz czy Tytus Wojnowicz. Wystąpił m.in. na: ”Festiwalu Muzycznym w Łańcucie”, ”Wielkanocnym Festiwalu Ludwiga van Beethovena”, ”Festiwalu Chopinowskim w Dusznikach-Zdroju” i innych.
Za nagrania płytowe został dwukrotnie uhonorowany Nagrodą Muzyczną Fryderyk, zaś jedno z jego nagrań (z K.A. Kulką) uzyskało status „Platynowej Płyty”. W kręgu zainteresowań artysty znajduje się również stylowe wykonawstwo muzyki dawnej. W tej dziedzinie współpracował z m.in. z dyrygentami Trevorem Pinnockiem oraz Marc Minkowskim.

## Dyskografia
Niepełna lista nagrań:
- Chopin: Piano Concertos, Szymon Nehring – fortepian, Krzysztof Penderecki – dyrygent, Jurek Dybal – dyrygent, Sinfonietta Cracovia, DUX Records, 2017
- ORIENTAL TRUMPET CONCERTOS, Gabor Boldoczki – trąbka, Jurek Dybal – dyrygent, Sinfonietta Cracovia, SONY 2016
- Nowakowski, Stolpe, Noskowski / Vienna Piano Quintet 1 CD/ Camerata Records / 2009-02-01

Utwory: Józef Nowakowski – Quintet in E-flat major, op. 17, Zygmunt Noskowski – “Polonaise Elegiac” for double-bass solo and piano, Antoni Stolpe – Piano Sextet in E-minor (incomplete), Antoni Stolpe – Polonaise A-flat major for Piano Sextet (Jurek Dybal, Urata Yoko Fog)
Wykonawcy: Dybał Jurek; Fog Jorgen; Urata Yoko Fog; Robert Bauerstatter; Holger Groh
Zespół: Vienna Piano Quintet
- Ries: Piano Quartets, Piano Quintets / Vienna Piano Quintet 1 CD/ Camerata Records / 2007-12-01; Ferdinand Ries – Quintet for Piano and Strings, Op. 74

Wykonawcy: Dybał Jurek; Fog Jorgen; Urata Yoko Fog; Wachter Peter; Weis Helmut
Zespół: Vienna Piano Quintet
- Orkiestra Kameralna im. I.J. Paderewskiego, Jurek Dybał – dyrygent – Jan Ignacy Paderewski – "Suite for strings in G major", DUX 0333, Warszawa 2006
- Kwartet Prima Vista, Waldemat Malicki, Jurek Dybał – Jan Sebastian Bach: Koncerty fortepianowe. DUX Warszawa 2000
- Jerzy Dybał, Władysław Kłosiewicz, Konstanty Andrzej Kulka, Kwartet Prima Vista – A. Vivaldi: Cztery pory roku. DUX Warszawa 2000 – platynowa płyta[3]
- Camerata Silesia, Kwartet Prima Vista, Jerzy Dybał – Bóg się rodzi .... DUX Warszawa 1999
- Fryderyk Chopin Piano concerto No 1 E-minor op.11 RCP 011,

Version for piano and string quintet, Kornelia Ogórkówna – piano
Recorded : 25,26, VIII 2000 at Pomeranian Philharmonic Bydgoszcz, RECITAL COMPANY PRODUCTIONS (BELGIUM)